# Один шанс із тисячі
«Один шанс із тисячі» (рос. «Один шанс из тысячи») — український радянський художній фільм 1968 року режисера Леона Кочаряна.

## Сюжет
1942 рік. Загін розвідників-десантників, закинутий в тил ворога, виривається з німецького кільця. Вийшовши на шосе, розвідники затримують легкову машину зі співробітниками німецької військової розвідки. Командир загону приймає рішення проникнути в центр вербування...

## У ролях
- Анатолій Солоніцин — капітан Мигунько (озвучив Анатолій Кузнецов)
- Аркадій Свідерський
- Олександр Фадєєв
- Харій Швейц
- Володимир Маренков
- Олег Халимонов
- Жанна Прохоренко
- Микола Гринько
- Аркадій Толбузін
- Гурген Тонунц
- Микола Крюков
- Григорій Шпігель
- Олег Савосин
- Лев Поляков
- Волдемарс Акуратерс
- Володимир Лапін
- Юрій Прокопович

## Творча група
- Сценарій: Андрій Тарковський, Левон Кочарян, Артур Макаров
- Режисер-постановник: Левон Кочарян
- Оператор-постановник: Вадим Авлошенко
- Композитор: Юрій Левітін